# Siphonodictyon
Siphonodictyon is een geslacht van sponsdieren uit de familie van de gewone sponzen (Demospongiae).

## Soorten
- Siphonodictyon brevitubulatum Pang, 1973
- Siphonodictyon cachacrouense Rützler, 1971
- Siphonodictyon coralliirubri (Calcinai, Cerrano & Bavestrello, 2007)
- Siphonodictyon coralliphagum Rützler, 1971
- Siphonodictyon crypticum (Carballo, Hepburn, Nava, Cruz-Barraza & Bautista-Guerrero, 2007)
- Siphonodictyon densum (Schmidt, 1870)
- Siphonodictyon diagonoxeum (Thomas, 1968)
- Siphonodictyon infestum (Johnson, 1889)
- Siphonodictyon insidiosum (Johnson, 1889)
- Siphonodictyon labyrinthicum (Hancock, 1849)
- Siphonodictyon maldiviensis (Calcinai, Cerrano, Sarà & Bavestrello, 2000)
- Siphonodictyon microterebrans (Calcinai, Cerrano & Bavestrello, 2007)
- Siphonodictyon minutum (Thomas, 1973)
- Siphonodictyon mucosum Bergquist, 1965
- Siphonodictyon nodosum (Hancock, 1849)
- Siphonodictyon occultum Rützler, Piantoni, van Soest, Díaz, 2014
- Siphonodictyon paratypicum (Fromont, 1993)
- Siphonodictyon ruetzleri (Calcinai, Cerrano & Bavestrello, 2007)
- Siphonodictyon siphonum (de Laubenfels, 1949)
- Siphonodictyon terebrans (Schmidt, 1870)
- Siphonodictyon viridescens (Schmidt, 1880)
- Siphonodictyon xamaycaense Pulitzer-Finali, 1986